# Zaidin (Granada)
El Zaidín (auch Zaídin-Vergeles) ist der aktuell (Stand 2009) bevölkerungsreichste Stadtteil von Granada.

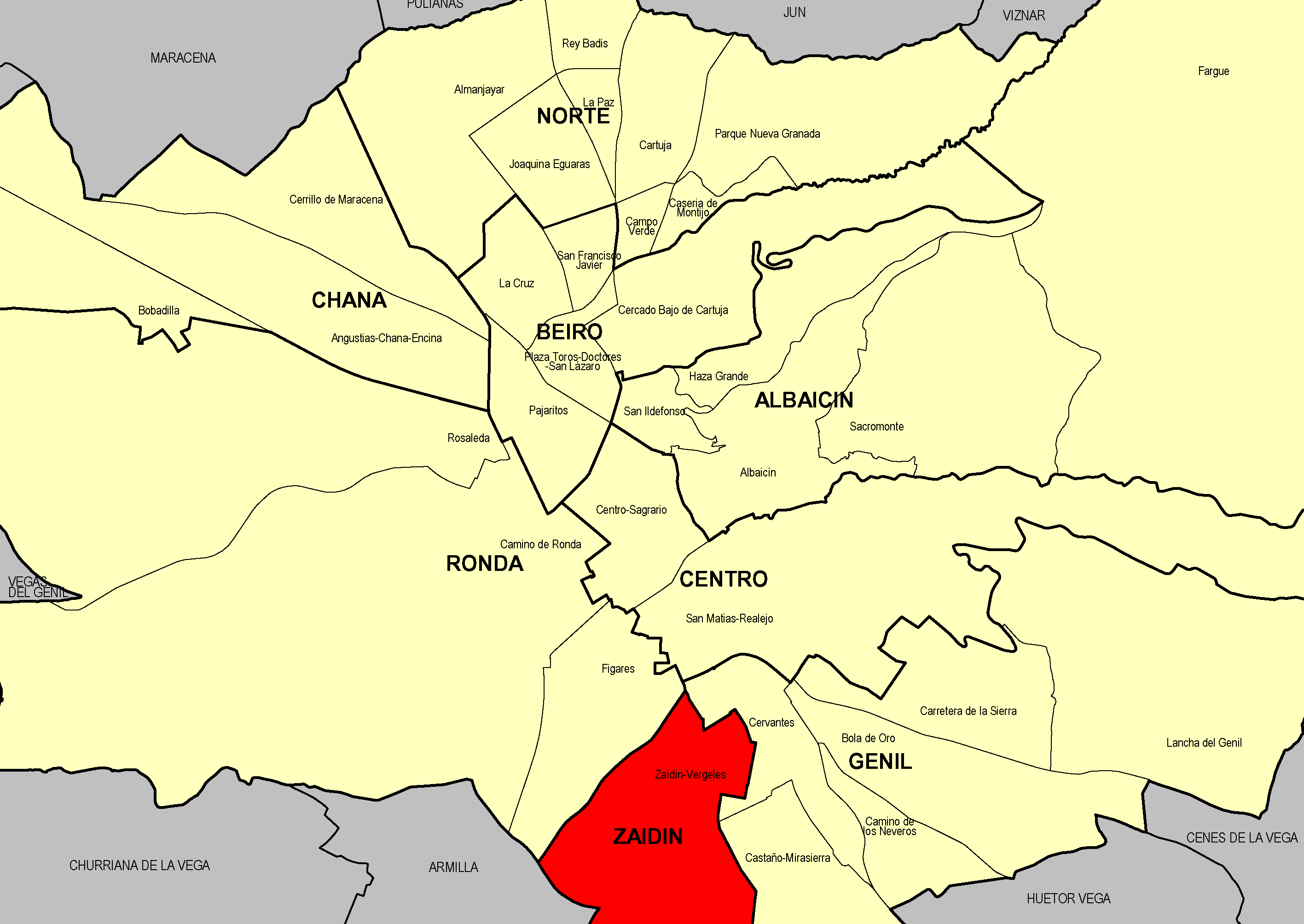
Lage Zaidins in Granada

## Geschichte
El Zaidín soll seinen Namen der Lage zwischen den Flüssen Genil und Monachil verdanken; das arabische Wort „Saedin“ kann als „Land zwischen Flüssen“ übersetzt werden. Vor der Reconquista gab es hier ein Sommerschloss der maurischen Herrscher (Alcázar Genil). In den frühen 1950er Jahren entstanden hier erste einfache Häuser. Etwa zehn Jahre später begann das Viertel rasant zu wachsen. Es wurde als Arbeiterviertel bekannt. Im Jahr 1983 fand in Zaídin zum ersten Mal das Festival Zaídin Rock, das seitdem viele Besucher anzieht. Inzwischen ist Zaídin ein beliebter Wohnort in Granada, der neben wissenschaftlichen und medizinischen Institutionen auch das lokale Sportstadium beherbergt.